# 0.8秒と衝撃。
0.8秒と衝撃。（れいてんはちびょうとしょうげき、英語: 0.8Syooogeki）は、日本のオルタナティブ・ロックバンド。主な略称はハチゲキ。
2009年に結成され、2017年に解散を発表。
その後、2019年より、「////虹////」名義でシングル・EPを発表し、2023年には、「0.8秒と衝撃。」名義で7年ぶりとなるアルバムをリリース。
ファンは、ハチゲキッズの通称で呼ばれる。

## 概要
塔山忠臣とJ.M.のツインボーカルを中心にジャンルにとらわれない作曲で知られ、ライブでは他に4人の演奏者を加えて6人構成とし、過激なライブパフォーマンスで人気を得た。「ARABAKI ROCK FEST.」、「RISING SUN ROCK FESTIVAL」、「MONSTER BaSH」、「COUNTDOWN JAPAN」、「Tokyo Calling」など、数々のロックフェスティバルやライブハウスイベントに出演した。

## 略歴
2008年より活動を始め、デモテープを下北沢ハイラインレコーズで完売させ、インディーズ音源試聴サイト「Audioleaf」や、音楽配信サイト「mF247」で曲の視聴数・ダウンロード数の上位を獲得、またレコードメーカー主催のオーディションでも注目され話題となる。
2009年8月12日に新宿LOFTのステージにてバンドとして正式に結成。
2009年9月9日に、初アルバム発売に先駆け、アルバム収録曲より2曲をシングルCDとしてタワーレコード全店、ディスクユニオン全店
indiesmusic.com のみで限定発売、10月7日にデビューアルバム「Zoo & Lennon」をEvol Recordsのサブレーベルactiwiseよりリリース。
2010年8月4日に、EP「エスノファンキードフトエフスキーカムカムクラブEP」をリリース。
2011年3月16日に、シングル「町蔵・町子・破壊」を2000枚限定で発売し、3週間で完売。5月2日には、新宿LOFTにて初の自主企画となるイベント「888円で、踊れ。」を開催。塔山の敬愛するイアン・カーティスの命日である5月18日に、「町蔵・町子・破壊」を含むセカンドアルバム「1暴2暴3暴4暴5暴6暴、東洋のテクノ。」を発表。
2012年6月6日に、EP「バーティカルJ.M.ヤーヤーヤードEP」をリリース。7月より、初のワンマンライブとなる新作リリースツアー「新しい日本の怪物。」を行う。
2013年2月6日に、アルバム「【電子音楽の守護神】」を発売。マネージャの急死もあり、1月23日の発売予定日を延期してのリリースとなった。4月より、新作リリースツアー「【守護神の森たちとZIP弾丸、億。】」を行う。
2013年4月には、日本テレビ系スペシャルドラマ「ST警視庁科学捜査隊」テーマ曲「kama-boko」を制作し発表。
2013年11月6日に、4枚目のアルバム「NEW GERMAN WAVE4」をリリース。12月から行われたリリースツアー「N.G.W.4 TOUR」のライブ会場限定でシングル「Mad Drumming ZERO」が発売された。
2014年6月、自分たちで立ち上げた新レーベル「HAGATA」への移籍を発表。9月10日に、EP「いなり寿司ガールの涙、、、EP」を発売。超攻撃的なダンスロックナンバー「ARISHIMA MACHINE GUN///」を含む全5曲が収録され、ジャケットは気鋭のイラストレーター フクザワによる、“いなり寿司ガール”を前面に出したイラストを採用。「ARISHIMA MACHINE GUN///」は、2016年に当時広島東洋カープの丸佳浩選手が登場曲として使用した。
2015年3月18日に、シングル「ジャスミンの恋人」を発売。J.M.がメインボーカルとなった曲「ジャスミンの恋人」を含む3曲構成で、ジャケットのイラストはフクザワ、ロゴはHABIT DESIGNの佐野良之が手掛けた。4月より、新作リリースツアー「Jasmine Kiss Kiss Kiss TOUR」を行う。
2015年8月5日に、移籍後初のフルアルバム「破壊POP」を発表。先行してシングルで発表された「ジャスミンの恋人」を含む全10曲構成で、ジャケットデザインはJ.M.が手掛けた。また、アルバム収録の「虹色の言葉」は、日本テレビ系音楽番組「バズリズム」のエンディングテーマに抜擢され、番組内のコーナーで、MV制作の過程が放送された。9月より、リリースツアーを行う。
2016年5月には、「TBC企業広告 キレイはTからはじまる」篇のCM音楽を担当。
2017年3月15日に、EP「つぁら、とぅ、すとら」を発売。5月より、リリースツアーとして東名阪ワンマンツアー「つぁら、とぅ、すとらTOUR“永遠回帰”」を行う。
※「つぁら、とぅ、すとら」の正式表記は、読点を白抜きの一の字点とした「つぁら﹆とぅ﹆すとら」。
2017年5月5日、解散を発表。
2023年1月22日に、アルバム「AGETATIONspaceSYMPHONY」を発表。

## メンバー
- 塔山忠臣（ボーカル・唄とソングライター・最高少年。）

1983年11月10日生まれ。大阪出身。アーティスト名は16才の時、交通事故で亡くなった親友の名前から。
- J.M.（ボーカル・唄とモデル・唄とラウド。）

- 有島コレスケ（ドラムス）

ロックバンド、told（とーるど）のメンバー。
- 野菜くん（ベース）

柳井邦斗。ロックバンド、Gifted Fool（ぎふてっど・ふーる）のメンバー。ゆるキャラ。
- ユータテレキャスター（ギター）

室伏雄太。個性的であまり周りとはつるまないタイプ。
- クッキーくん（ギター・シンセサイザー）

クッキー。照れ屋。